# لی جون هوان
لی جون هوان (کره‌ای: 이준환؛ زادهٔ ۱۹ ژوئن ۲۰۰۲) جودوکار اهل کره جنوبی است.